# Kadua centranthoides
Kadua centranthoides är en måreväxtart som beskrevs av William Jackson Hooker och George Arnott Walker Arnott. Kadua centranthoides ingår i släktet Kadua och familjen måreväxter.
Artens utbredningsområde är Hawaii. Inga underarter finns listade i Catalogue of Life.